# ヴィルヘルム・ヴィーン
ヴィルヘルム・カール・ヴェルナー・オットー・フリッツ・フランツ・ヴィーン（独: Wilhelm Carl Werner Otto Fritz Franz Wien、1864年1月13日 - 1928年8月30日）は、ドイツの物理学者である。英語圏ではウィルヘルム・ウィーンと表記されることもある。熱力学、特に黒体放射に関する研究で知られている。

## 業績
ヴィーンが発見したヴィーンの変位則やヴィーンの放射法則は、マックス・プランクの量子論に直接結びつくものであった。後にマックス・フォン・ラウエは「ヴィーンの不滅の栄光は我々を量子力学の玄関口に導いた」と評している。これらの功績により、1911年に「熱放射の諸法則に関する発見」でノーベル物理学賞を受賞した。

## 生涯

### 幼少期から学生時代
ヴィーンは1864年1月13日、東プロイセンのフィッシュハウゼン近郊にあるガフケン（現在はロシアのカリーニングラード州プリモルスク近くのパルスノエ）で、農場主カール・ヴィーンの息子として生まれた。1866年に家族とともにラステンブルク地方のドラッハシュタインへ移住している。1879年からラステンブルクの学校で、1880年からはハイデルベルクのギムナジウムで教育を受けた。
1882年にギムナジウムを卒業した後、ゲッティンゲン大学とベルリン大学で数学と物理学を学んだ。1883年から1885年までベルリン大学のヘルマン・フォン・ヘルムホルツの研究室に所属し、1886年には「金属刃端による光の回折が材質によること」を示す論文によって学位を取得した。この論文執筆時期に、東プロイセンの親戚宅でマックス・プランクと初めて会ったと伝えられている。

### 研究への復帰と大学でのキャリア
父親の病気のため、卒業後は実家に戻り農場経営を手伝ったが、経営は芳しくなかった。そのため1890年に土地を売却し、学術研究へと復帰することを決意した。ヴィーンはベルリン工科大学に籍を置き、帝国理工学研究所所長となっていたヘルムホルツのもとで研究を再開した。また、1892年からはベルリン大学の私講師も務めた。
1896年秋にはフィリップ・レーナルトの後任としてアーヘン工科大学教授に就任した。その後、1899年にはギーセン大学へ、さらに1900年からはヴィルヘルム・レントゲンの後任としてヴュルツブルク大学に招聘された。1902年にはルートヴィヒ・ボルツマンの後任としてライプツィヒ大学から、1906年にはパウル・ドルーデの後任としてベルリン大学からも招かれたが、いずれも辞退している。1913年には、理論物理学の講師としてコロンビア大学に招かれた。

## 晩年と死
1920年、レントゲンの後任としてミュンヘン大学の物理学教授に就任し、その地位を終生保持した。晩年はドイツ物理学会会長を務めたほか、ヘルムホルツ協会を設立するなど、第一次世界大戦後のドイツの物理学や工学の復興に尽力した。政治史にも関心を示し、第4代レイリー卿（ロバート・ジョン・ストラット）との間で、ドイツとイギリスの対立について書簡で議論を交わしたとされている。

1928年8月30日、ミュンヘンで死去した。1898年に結婚したルイーゼ・メーラーとの間には4人の子供がいた。

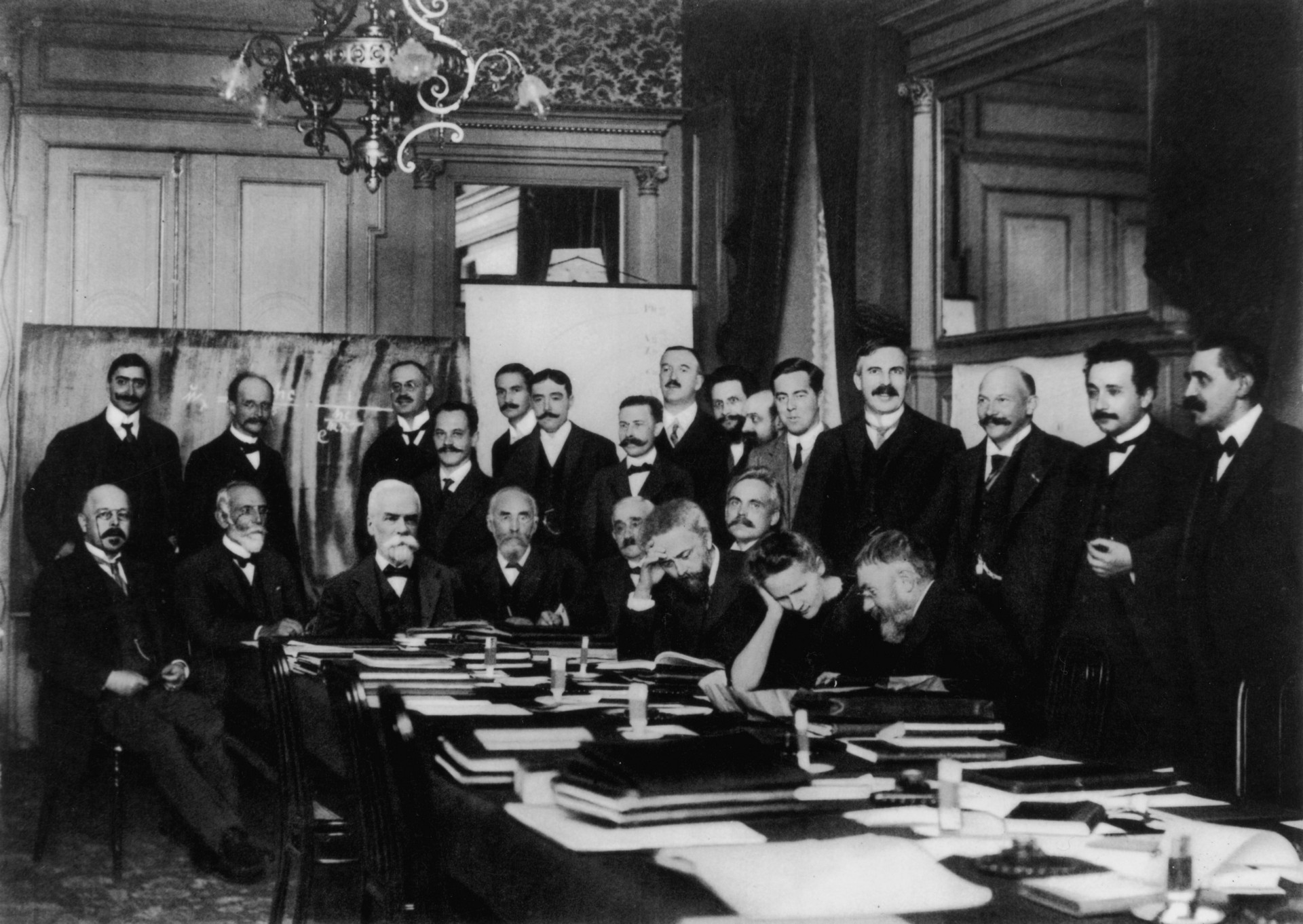
1911年の第1回ソルベー会議で。前列（着席者）右から3人目がヴィーン

## 年表
- 1864年 - 東プロイセンで出生。
- 1886年 - 博士号を取得。
- 1890年 - 帝国理工学研究所助手。
- 1892年 - ベルリン大学私講師。
- 1896年 - アーヘン工科大学教授。
- 1899年 - ギーセン大学教授。
- 1900年 - ヴュルツブルク大学教授。
- 1911年 - ノーベル物理学賞受賞。
- 1920年 - ミュンヘン大学教授、ドイツ物理学会会長。
- 1925年 - ミュンヘン大学学長。
- 1928年 - ミュンヘンで死去。